# Suszczyn
Suszczyn (ukr. Сущин) – wieś na Ukrainie w rejonie tarnopolskim należącym do obwodu tarnopolskiego.
W okresie II Rzeczypospolitej właścicielem miejscowych dóbr był urodzony w Suszczynie Władysław Piniński.
W II Rzeczypospolitej wieś w powiecie trembowelskim w województwie tarnopolskim.
W drugiej połowie 1933 kierownikiem 3-klasowej szkoły w Suszczynie był Kornel Dziurman, porucznik rezerwy Wojska Polskiego (ur. 19 kwietnia 1890, zm. 19 września 1933).
W 1944 nacjonaliści ukraińscy z OUN-UPA zamordowali tutaj 16 Polaków, grabiąc polskie gospodarstwa.
Do 2020 w rejonie trembowelskim.

## Dwór
- dwór wybudowany na początku XIX w. w stylu klasycystycznym istniał do 1939 r.[7]